# Botia kubotai

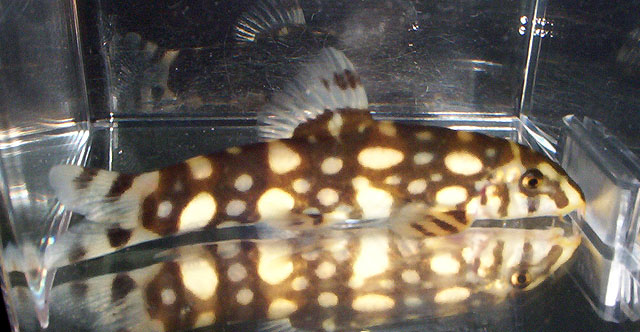
Botia kubotai

Botia kubotai és una espècie de peix de la família dels cobítids i de l'ordre dels cipriniformes.

## Morfologia
- Fa 8,5 cm de llargària màxima.
- Té la forma clàssica de gairebé totes les espècies del gènere Botia: és a dir, cos fusiforme, moderadament allargat, hidrodinàmic i amb la zona ventral bastant recta.
- Boca amb quatre parells de barbetes sensorials (les inferiors més petites).
- Espina erèctil curta a sota de l'ull, la qual utilitza com a defensa.
- Absència d'escates i de dimorfisme sexual.
- La seua coloració és molt cridanera: el color de fons és un blanc ocre molt brillant i els dibuixos en negre estan encadenats donant la sensació de verticalitat. Segons el seu estat d'ànim, la coloració es torna més pàl·lida o s'intensifica. Les aletes pectorals i dorsal presenten línies horitzontals i la caudal línies verticals.[2][3][4]

## Hàbitat i distribució geogràfica
És un peix d'aigua dolça, bentopelàgic i de clima tropical, el qual viu a Àsia: els rius i rierols de fons rocallós, sorrenc o de grava de la conca del riu Ataran (conca inferior del riu Salween a l'àrea fronterera situada a l'est de Myanmar i l'oest de Tailàndia).

## Amenaces
Aquesta espècie va ésser molt popular en el comerç internacional de peixos d'aquari durant els darrers deu anys i, conseqüentment, va patir una forta explotació. Recentment, la seua popularitat ha minvat i només hi és present de tant en tant.

## Vida en captivitat
Li cal com a mínim un aquari de mida mitjana (entre 200 i 300 litres) degut a la grandària que arriba a assolir i al fet que és una espècie gregària que acostuma a viure en grups no més petits de 4 individus. L'aquari ha de tindre un substrat suau, sense vores tallants ni esmolades (és un excel·lent cavador i s'hi faria malbé les barbetes sensorials) i amb roques, troncs o arrels que li puguin proporcionar amagatalls on refugiar-se. Fins al moment, no ha estat possible la seua reproducció en captivitat.

## Observacions
És inofensiu per als humans, forma petites moles en estat salvatge i la seua longevitat és de 15 anys.